# Lee Jung-soo
Lee Jung-soo (hangul: 이정수; hanja: 李正秀; n. 8 de enero de 1980, Gimhae, Corea del Sur) es un exfutbolista surcoreano que jugaba de defensa central y su último equipo fue el Charlotte Independence de la USL Championship.

## Selección nacional
Debutó con la Selección de fútbol de Corea del Sur ante su similar del Norte el 26 de marzo de 2008. Rápidamente logró hacerse un lugar en la Selección consiguiendo la clasificación para el Mundial.
En la Copa Mundial de Fútbol de 2010 fue de lo mejor de su equipo. Anotó 2 goles, uno ante Grecia y otro a Nigeria hasta caer derrotados en Octavos de final por Uruguay.

### Participaciones en Copas del Mundo
| Mundial                        | Sede      | Resultado        | Partidos | Goles |
| ------------------------------ | --------- | ---------------- | -------- | ----- |
| Copa Mundial de Fútbol de 2010 | Sudáfrica | Octavos de final | 4        | 2     |

## Palmarés

### Campeonatos nacionales
| Título        | Club          | País          | Año  |
| ------------- | ------------- | ------------- | ---- |
| K-League      | Suwon Samsung | Corea del Sur | 2008 |
| Copa K-League | Suwon Samsung | Corea del Sur | 2008 |